# Manuel de la Peña y Peña
José Manuel de la Peña y Peña (Tacuba, 10 marzo 1789 – 2 gennaio 1850) è stato un politico messicano.
Ministro degli Interni del Messico dal 1837 e senatore dal 1843, divenne presto presidente della Suprema corte di giustizia e dunque presidente del Messico nel 1847 e nel 1848.
Fu firmatario del trattato di Guadalupe Hidalgo.